# В зеркале тёмном...
В зеркале тёмном (англ. In a Mirror, Darkly) — двухсерийный эпизод телесериала Звёздный путь: Энтерпрайз.

## Сюжет
Действие происходит в альтернативной истории. При первом контакте землян с инопланетной расой произошёл конфликт, переросший в масштабные военные действия землян против враждебных инопланетных рас.
В начале эпизода нам показывают повседневную жизнь экипажа космического корабля Энтерпрайз. Все действующие лица такие же, как и в прошлых сериях. Капитан корабля — Форест, но в начале серии Джонатан Арчер совершает переворот и занимает место капитана, отправляя Фореста в тюрьму. Затем Форест в свою очередь совершает переворот и восстанавливает своё положение. Вместе помирившиеся Арчер и Форест захватывают корабль из нашей Вселенной, он называется Дефайнт. Арчер и Т'Пол перебираются на этот корабль и пытаются восстановить его работоспособность, тогда как на Энтерпрайз нападают пришельцы. Форест спасает остатки экипажа, когда как Энтерпрайз полностью взрывается. Из-за этого случая Форест погибает.
Арчер и Тпол восстанавливают работу Дефаента и уничтожают пришельцев, уничтоживших Энтерпрайз. Дефайнт летит на выручку Звёздному Флоту, сокрушая все угрожающие ему корабли вулканцев и других инопланетных рас. Тпол и Доктор при этом пытаются совершить переворот, но у них ничего не удаётся, они, предположительно, умирают. Далее Хоши совершает переворот, убивая Арчера, занимает его место, требуя от правительства Земли выполнить какие-то указания.